# Земеловиці
Земеловиці (пол. Ziemiełowice) — село в Польщі, у гміні Намислув Намисловського повіту Опольського воєводства.
Населення — 235 осіб (2011).

## Демографія
Демографічна структура станом на 31 березня 2011 року:
|          | Загалом | Допрацездатний вік | Працездатний вік | Постпрацездатний вік |
| -------- | ------- | ------------------ | ---------------- | -------------------- |
| Чоловіки | 113     | 19                 | 74               | 20                   |
| Жінки    | 122     | 23                 | 66               | 33                   |
| Разом    | 235     | 42                 | 140              | 53                   |